# Rufo Emiliano Verga
Rufo Emiliano Verga (Legnano, 15 de fevereiro de 1973) é um ex-futebolista profissional italiano que atuava como mei-campo.

## Carreira
Rufo Emiliano Verga começou na AC Milan.